# Lands of Lore: Guardians of Destiny
Lands of Lore: Guardians of Destiny, aussi connu sous le titre Lands of Lore 2 : les Gardiens de la Destinée, est la suite encensée par la critique de Lands of Lore. Sorti en 1997, les Gardiens de la Destinée est un jeu vidéo de rôle à la première personne en temps réel tournant sur PC (MS-DOS et Microsoft Windows).
Développé par Westwood Studios pour Virgin Interactive, le jeu fait un usage intensif de scènes en Full motion video (FMV) combinant des acteurs réels dans des scènes en 3D, d'où la nécessité de 4 CD-ROM. Le rendu des scènes interactives est en pseudo-3D avec des monstres et des PNJ gérés comme des sprites. Techniquement le moteur graphique de Lands of Lore 2 est proche de celui de Doom et de Duke Nukem 3D.
À sa sortie, Lands of Lore 2: les Gardiens de la Destinée ne dispose que d'un rendu logiciel, mais plus tard, un patch apporte le support des cartes accélératrices à travers l'API Direct 3D.
La musique du jeu a été composée par le compositeur américain David Arkenstone.
Le doublage français a été réalisé par des doubleurs spécialisés dans le cinéma :
- Luther: Emmanuel Curtil
- Dawn: Marjorie Frantz
- Bacatta: Hubert Drach
- Belial: Patrice Melennec
- Le Draracle: Benoît Allemane
- Kenneth: Michel Turgot-Doris
- Daniel: Patrick Laplace
- JaKel: Gilbert Levy

## La série
- Lands of Lore: The Throne of Chaos (1993)
- Lands of Lore: Guardians of Destiny (1997)
- Lands of Lore 3 (1999).